# 신용정보의 이용 및 보호에 관한 법률
신용정보의 이용 및 보호에 관한 법률은 신용정보업을 건전하게 육성하고 신용정보의 효율적 이용과 체계적 관리를 기하며 신용정보의 오용·남용으로부터 사생활의 비밀등을 적절히 보호함으로써 건전한 신용질서의 확립에 이바지함을 목적으로 하는 대한민국의 법률이다.(제1조) 약칭해서 신용정보법이라고 부른다.

## 주요 개념

### 신용정보
신용정보(信用情報)는 금융거래등 상거래에 있어서 거래상대방에 대한 식별·신용도·신용거래능력등의 판단을 위하여 필요로 하는 정보로서 대통령령이 정하는 정보를 말한다. (제2조 제1호)

### 신용정보제공·이용자
"신용정보제공·이용자"라 함은 고객과의 금융거래등 상거래를 위하여 본인의 영업과 관련하여 얻어지거나 만들어낸 신용정보를 신용정보업자 또는 신용정보집중기관에게 제공하거나 신용정보업자 또는 신용정보집중기관으로부터 신용정보를 지속적으로 제공받아 본인의 영업에 이용하는 자로서 대통령령이 정하는 자를 말한다.(제2조 6호)

## 신용정보의 유통·이용 및 관리

### 신용정보의 정확성 및 최신성의 유지
신용정보업자등은 신용정보의 정확성과 최신성이 유지될 수 있도록 신용정보를 적절히 관리하여야 한다.(제18조 제1항) 신용정보주체에 대한 불이익을 초래할 수 있는 오래된 신용정보는 대통령령이 정하는 바에 의하여 기록을 삭제하여야 한다. (제18조 제2항)

## 같이 보기
- 탐정
- 흥신소